# اندیس تراورتن عقدا
تراورتن عقدا* یک اندیس مصالح ساختمانی است که در حوالی شهر سروبالا استان یزد قرار دارد و مادهٔ معدنی موجود در آن، تراورتن است.  